# 性暴力
根據世界衛生組織定義，性暴力（英語：Sexual violence）是指施暴者透過暴力或脅迫等強迫手段，企圖強迫他人跟自身發生任何形式的性關係，此外性暴力還涉及性騷擾、性暗示、販運等行為。這些行為不論受害者跟施暴者的关系、時間或地點，亦屬於性暴力。無論和平还是戰爭時期，其也是最普遍常見且最具傷害性的侵犯人權行為之一。在不計性騷擾的情況下，35%的女性會在一生中的某個時刻受到性或暴力的侵犯，在一些國家，這比例更高達70%；比起未受侵犯的女性，受伴侶侵犯的女性更容易罹患憂鬱症、更可能得到艾滋病、也更可能墮胎。
性暴力是一項嚴重的公共衛生問題，其對身體和心理的健康都會造成或長或短的深刻影響，例如其可能會影響繁殖生育的能力、增加感染性病的風險，並可能導致自殺或自殘等行為。在性暴力期間或是事後，受害者因為名譽殺人而遭殺害也屬於性暴力的一環。儘管女性是性暴力的主要受害者，但任何年齡和性別的人皆有可能受到性暴力的傷害。這種暴力行為可以由雙親、監護人、親密伴侶、熟人或陌生人執行。比起展現激情與力量，性暴力更接近一種侵略性行為，旨在對受害者展現出自己具支配性質的權力。
自古至今，世界各地對於性暴力多採強烈譴責的態度，而性暴力的盛行程度和被揭發的數量会因地区而有所差異。所有的人類文化都禁止強姦，對這類行為的禁止，是普世文化通則之一，但性暴力也普遍存在於所有的人類文化當中。一般認為，現有的資料完全不足以反映性暴力的真實情況，亦即公開數據嚴重低估了問題的真實規模。此外，性暴力也是一個被忽略的研究領域，必須更深入地挖掘這個問題，才能促進針對該行為的反對運動。相較於一般的性暴力，家庭內的暴力與衝突相關的性暴力是不同的：強迫配偶進行性行為的人多半會以自己跟伴侣屬已婚關係作理由，而認定自己的要求並不違法。而在動亂時期，戰爭往往会不可避免地帶來性暴力行為，此行為應否受懲罰的爭論仍持續。此外，強姦女性與男性是在戰爭中採取的攻擊手段（戰爭時期的性暴力），這代表強姦方征服和剝削了受俘虜的男女戰士們。即使國際人權法、習慣法和國際人道法都明令嚴禁此一暴行，但世界上許多地方的執法機構仍無法有效施行這些律法，有些機構甚至形同虛設。
從歷史上的角度而言，性暴力經常被認為只發生在女性身上，且無論是戰爭時期或和平時期，從古希臘時代至20世紀都屢見不鮮、甚至被認為是「理所當然」。這導致人們疏忽了性暴力的跡象、方法、目的、規模和嚴重性。直到20世紀末期，性暴力行為才開始受到重視，並逐漸被歸類於犯罪行為。

## 定義

### 普遍定義
世界衛生組織（WHO）在2002年的《世界暴力與衛生報告》中將性暴力定義為：「（施暴者）以暴力或脅迫等手段，企圖強迫他人跟自身發生任何形式的性關係、性騷擾、性挑逗，以及販運自身予他人等行為，不論當事人之間的關係為何，且可以發生在任何場所，包括但不限於職場或家庭。」WHO對性暴力的定義包括但不僅指強姦，該強姦定義為以人類的陰莖、其它身體部位或其它物體以物理的方式強行插入女陰或肛門。性暴力是一種有目的行動，其目的往往是希望造成受害者的汙辱並削弱對方的尊嚴。而當社會大眾以異樣眼光看待性暴力的受害者時，會造成更大的恐懼，這也是性暴力的目的之一。
在國際法裡，對於性暴力的形式有著更廣泛的定義。依照《國際刑事法院羅馬規約》（ICC）第七條〈危害人類罪〉定義：「強姦、性奴役、強迫賣淫、強迫懷孕、強迫絕育或其他與之相當的性暴力」，在國際刑事法院的「犯罪要件」裏更進一步解釋了何謂性暴力，法院在解釋與採用第七條時便採用了該要件。犯罪要件將性暴力定義為：「對一人或多人採取武力、武力威脅以及脅迫來達至從事性行為之目的，比如脅迫、令對方恐懼、脅之以災、拘禁、心理壓迫，或是利用該人的無行為能力和強制性的環境，來使其（在性行為上）無法行使真正的同意权。」
關於武裝衝突期間的系統性強姦、性奴役或類似性奴役行為的形式的性暴力，在1988年的一份特別報告中相關定義，它將性暴力定義為：「與肉體或精神有關且帶有性意味的任何暴力」。這個定義涵蓋了身體上與精神上的攻擊，像是針對「某人的性特徵，例如迫使某人全裸示眾、損害其生殖器、或切除一名女性的乳房」，該報告還提到「兩個受害者被迫與對方發生性行為或以性的形式傷害對方」的情況。

### 类型
與衝突相關的性暴力和家庭內的性暴力與一般的性暴力之間是有分別的：
與衝突相關的性暴力
指戰士所犯下的性暴力行為，包括民兵、政府軍和叛亂軍。各種形式的性暴力可以系統性地被運用在衝突中，用以「折磨、傷害、拷問、羞辱、要脅、恫嚇或懲罰」被害者，在這種情況下，性暴力便是一種運用於戰時的「武器」。見戰爭時期的性暴力。
家庭內的性暴力
來自於親密伴侶、家人或家庭成員的性暴力，常稱為「親密關係中的性暴力」，無論在戰亂或承平時期，這種暴力都層出不窮。人們普遍認為，家庭內性暴力的發生率在戰爭期間和剛結束後會有所增加。

## 歷史

### 古罗马时代
性暴力可以追溯到古希臘和古羅馬時代，當時的女性被視為男人的財產，對自己的身體與性的完整並不具有絲毫權利。因此，在承平時期強姦婦女並不屬於性暴力、而屬於侵占私有財產，而權利受到侵犯的是物主：丈夫、兒子或兄弟。而在戰時，性暴力──特別是強姦── 被認為是強姦的正當副產品，是「戰爭環境下可被社會接受的行為」在古希臘時期，女性會成為城邦間兵戎相向的原因，戰士征服女性並將其擄作戰利品之後，可以讓她做自己的妻、妾、奴隸或當成榮耀的象徵。無論在戰爭或和平之時，對女性的性暴力都司空見慣，這使得它的嚴重程度反而被疏忽了。

### 中世紀
中世紀時期強烈反映出父權體制下的性暴力觀。在承平時期，女性配偶沒有權利拒絕與丈夫行房，即使有著懲罰強姦的律法，性暴力通常也會被認為是合理的或無關緊要的。根據上層階級的觀點，性暴力被認為是個微不足道的小問題，所以性暴力沒有被起訴。。這個觀念也沿用至殖民地，例如在加利福尼亞省，天主教神職人員在讓印第安女性基督教化的儀式裡，相當倚重鞭撻或套上木枷、腳鐐等方式來迫使她們服從。在致力於恢復社會秩序的情況下，如果女性對現有的體制構成威脅，那麼她們通常是性暴力的受害者。而對於那些烽火連天的年代，法學家、學者及一些文章的作者認為，只要戰爭有正當的目的，那麼為了獲勝而採取的戰爭手段就沒有限制。然而、阿爾貝利柯·真地利（1552~1608）提出論述，認為應該減少女性所受的苦痛，無論在戰時或平時都要減少強姦。然而、這種觀點長期以來都不受人重視與認同，因為儘管女性和孩童沒有擐甲操戈，她們也會被看作勢不兩立的敵人；而且無論在戰時或平時、父權主義都是盛行的。

### 近代

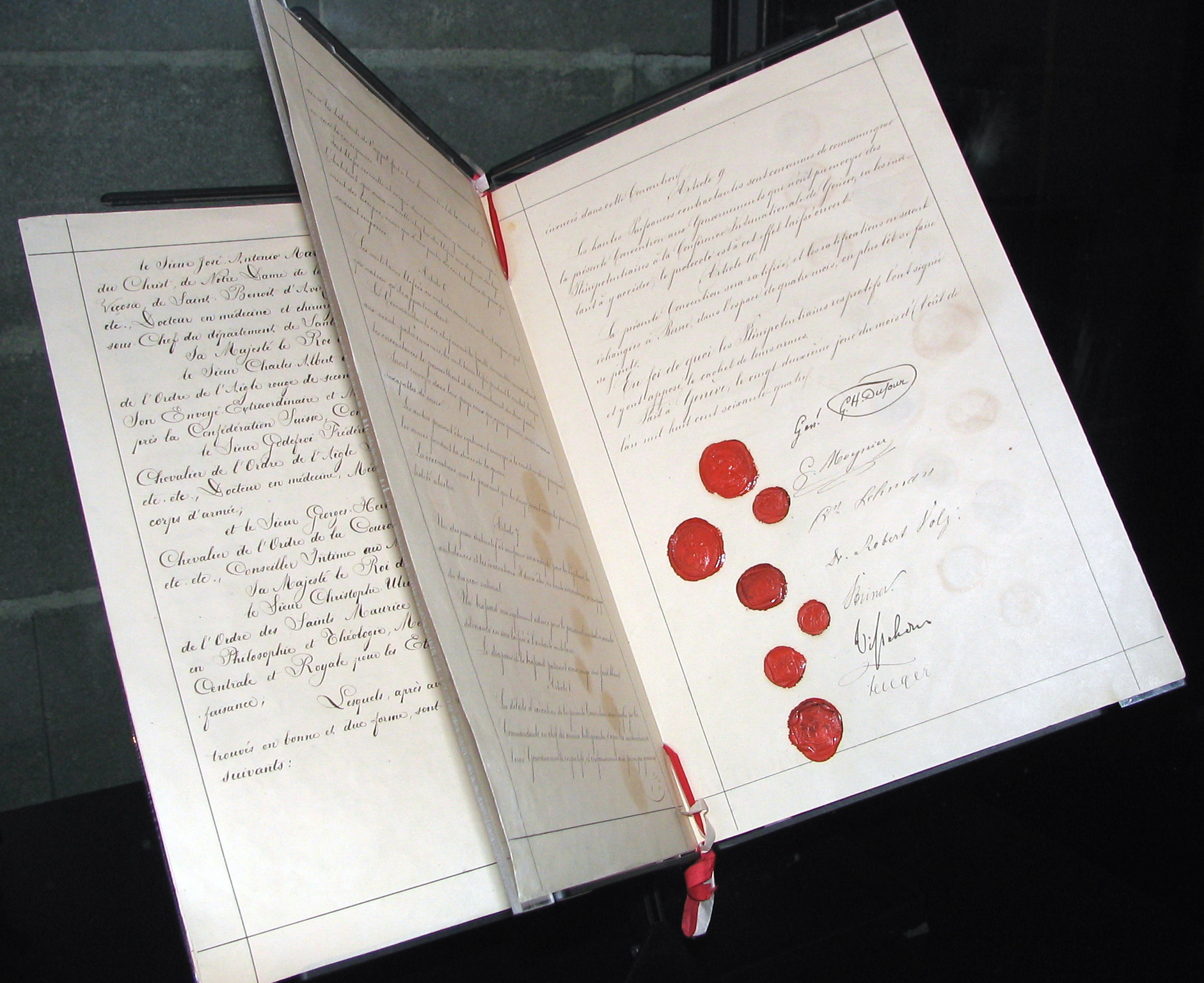
1864年日内瓦《改善戰地武裝部隊傷者境遇的公約》原始文件

光陰荏苒，幾個世紀以來、法律與戰爭的習慣不斷地易換、並朝著理解性暴力及需要保護受害者的方向而改變。在美國南北戰爭期間，美國便開始編纂有關陸地戰爭的習慣規則，以1863年的利伯法典為例，時任總統林肯便試圖規範軍隊士兵的行為，並明令禁止強姦。一年後的第一次日內瓦公約和1907年的第四次海牙公約遵循這條路線，唱導保護家庭權利與榮譽，這也暗示了禁止強姦。不過唯一能對軍人進行執法的單位是軍事指揮官本身。
第一次世界大戰後成立了一個戰爭罪委員會，以便將戰爭罪犯繩之以法。強迫賣淫和強姦被視為嚴重違反了習俗與戰爭法。在紐倫堡審判和遠東國際軍事法庭上，雖然沒有明確指出強姦，但性暴力被歸納在戰爭罪裡的範圍擴大了。審判記錄包括強姦、性奴役、性虐待、強迫賣淫、強迫絕育、強迫墮胎、色情、殘割、強迫裸體和性酷刑的證據。不過只有在東京大審後，當日軍因為在第二次世界大戰時使用慰安婦來做為軍事工具而被起訴時，性暴力本身才被認為是戰爭罪。這項意見是在紐倫堡審判和東京的第二系列審判裡首次提出，用以起訴「較輕」的戰爭罪犯，其中管制委員會法第10號明確列出了構成危害人類罪的強姦。

## 形式
性暴力中的其他行為包括各種形式的性侵犯，比如強行以陰莖或其他部位接觸口腔、外陰與肛門。除此之外，性暴力还包括強行以口腔跟陰莖、外陰或肛門接觸；不涉及身體接觸的性騷擾、威脅或窺視也包括在內。
與性暴力相關的強迫行為亦包括各種不同程度的武力。「武力」的範圍很廣，除了施暴於肉體上以外，還包含心理操縱、勒索和其他威脅，例如傷害身體的威脅、解僱對方或使對方求職困難的威脅。性暴力也可能在被害者處於像酒醉、精神恍惚般無法正確判斷事情的情況下發生。
對男性的性暴力包括：
- 強姦
- 強迫手交
- 強制絕育
- 虐陰
- 閹割讓受害者失去生育能力，或是使之女性化和「同性戀化」。

對女性性暴力包括：
- 武裝衝突中的系統性強姦
- 在婚姻或約會中遭強姦
- 遭陌生人強姦
- 不願意的性行為、性騷擾，包括以性行為換取利益
- 對身心障礙人士的性虐待
- 對兒童的性虐待
- 強迫婚姻或同居，包括與兒童結婚
- 在從事性行為時拒絕使用避孕措施或性傳染病防治措施
- 強迫流產（英语：Forced abortion）
- 剝奪女性在性方面的完整性，包括割除或殘害女性的生殖器官、強制檢查對象是否為處女
- 強迫賣淫和以性剝削為目的人口販運

對儿童的性暴力包括：
- 性騷擾
- 強姦
- 利用兒童從事性行為及其它色情業。

## 犯罪學

### 施暴者
性暴力犯罪者並沒有一個固定的形像與背景。犯罪者的背景形形色色，他們可能是受害者熟識的朋友、家人、伴侶或其它熟人，也可能是一個陌生人。性暴力背後的主要動機被認為是權力與控制，而不是普遍認為的性慾。性暴力是一種侵略性的暴力，旨在羞辱、控制、貶低、威嚇、控制受害者。造成性暴力的原因有幾個，它使犯罪者得到性方面的充足感、釋放挫折感、補償無助感、滿足性慾。也有不受約束、問責的執法人員，會以性暴力作為滿足個人私慾、甚或暴力逼供手段。
關於性暴力施暴者的數據是有限的，除了在美國有一些對男性大學生的研究以外、其中多數資料是自被逮捕的強姦犯中取得。不過儘管資料不算多，仍顯示幾乎所有的國家、年齡層和社會階層都存在著性暴力。而這些數據也顯示對女性的性暴力佔了比較大的比例。增加男性強姦犯的因素包括與氣質和信念相關的因素，以及社會提供了支持暴力的條件和機會。

### 受害者
成為性暴力受害者的人可以分佈在光譜的各處，包括女性、男性、兒童，也包括以其他方式定義自己的人，例如跨性別者。
大多數的研究聚焦在武裝衝突中的性暴力與針對女性的性暴力，而關於性暴力的主流敘述也經常將男性描述為施暴者、將女性描述為受害者。然而，男性和女性皆可能成為性暴力的受害者，而性暴力在歷史上一直都有發生，不論是戰爭時期还是和平時期。
亦有一些性暴力是針對受害者的性傾向或性別氣質，矯正強姦指的便是以強姦的形式使對方符合異性戀的價值規範，或是使受害者更加符合其生理性別傳統氣質的性別規範。

#### 家庭性暴力
家庭性暴力可以包括一切形式不被受害者同意的性行為。儘管受害者以前曾和加害者進行過「知情同意」的性行為也是如此。不論男女，皆可成為這一種類型的性暴力受害者。
2006年，世界衛生組織在十個國家開展的研究發現，家庭性暴力的發生率普遍在10％至50％之間。家庭性暴力比其他類型的家庭暴力要少得多。透過跨國家之間的明查暗訪可以知道，這種類型的虐待不是必然会發生的，且可作出適当的措施來預防。

#### 女性
1987年的一項報告表示，一些女性在大學裡受到男性使用言語脅迫、物理力量和藥物毒害她們，讓她們從事她們不願意的性行為。
性暴力是女性在戰爭時期中所受到的侵犯裡最廣泛的一種，它會成為情感和心理上的痛苦經歷，女性在戰爭時期會飽受摧殘。戰爭中的性暴力──尤其是強姦──通常被認為是一種戰爭的手段，它不僅用於「折磨、傷害、拷問、羞辱、撤職、恫嚇、懲罰或徹底消滅」並且是破壞社群穩定、挫敗敵軍士氣的戰略手法。將性暴力以武器的形式普遍地運用在軍事上的衝突地區有盧安達、蘇丹、獅子山共和國和科索沃等，戰亂時期對女性施以性暴力的犯罪者通常是武裝團體和當地人民。

#### 男性
與對女性的性暴力一樣，針對男性的性暴力在何時何地下都有可能發生，且有着不同的形式。施暴地點包括但不限於家庭、職場、監獄、拘留所、軍隊，以及戰場。針對男性的性侵犯的嚴重程度也與受害者的年齡沒有關聯。
直接施加於男性的性暴力往往比想像中更為嚴重，然而這種罪行的範圍仍迷離徜仿，主要的原因是缺乏相關的研究文獻。對男性的性暴力的研究之所以寥寥可數，可能是受害者飽受恐懼、混亂、內疚、恥辱以及社會汙名等負面因素影響，使得其不願意將受害經歷公諸於世。雖然女性受害者也有類似的情緒，但父權社會卻加重了此一類因素的影響——父權社會普遍認為男性是不該坐到受害者的位置上的，因此身处於那些社会的男性受害者往往不願意談論自己的事跡。這種情況在陽剛氣質等同於能力和權力的社會中更为常見，而這種對男子氣概和受害者不相容的認知可能會影響受害者在面對性暴力時的處置態度。由於對男性性暴力受害者的研究和報導並不多，使得偶被報導的個案被視為小小的軼事。
而在採納了性暴力男性受害者的研究報告裡，通常將這些個案歸類於「虐待」或「酷刑」。有說法認為這种做法是在將男性遭受性暴力对待的事实隱瞞之，使男性遭受性暴力对待的情況不能如实反映在文獻上，並令「性暴力是女人的問題，男性不會成為性暴力受害者」的觀念更为盛行。

#### 兒童
對兒童的性暴力是虐待兒童的一種。
性暴力對兒童權利的侵害十分嚴重，會對受害者造成身體和心靈的巨大傷害。世界衛生組織在2002年的一項研究表示，遭受過身體接觸相關性暴力的兒童約莫2億2300萬，然而、由於此一問題的敏感性和隱藏犯罪的傾向，實際上的受害者數量可能高得多。
比起男孩，女孩佔受性暴力虐待兒童的比例要高很多。WHO的研究裡、有1.5億的受害者是女孩，而男孩佔7300萬，只有前者的一半左右。其它的來源得出的結論是，女孩面對的性暴力風險更多，包括賣淫。

### 成因

#### 解釋
由於性暴力有着各式各樣的形式和情境，使得其成因複雜化，且難以作出簡明的説明。性暴力與伴侶間的暴力之間有着相當大的重疊。有些因素增加了某些人被施以強制性行為的風險、有些則增加了某些人對他人施以強制性行為的風險，而社會環境的氛圍、包括家人和同儕則建構了對性暴力事件的反應。研究表明，各個因子會互相疊加，因此存在的因素越多、發生性暴力的可能就越大。此外，某些在生命階段中出現的特定因素可能會產生相對較大的影響。

#### 風險因子
以下是各別的風險因子：
- 使用酒精與藥物
- 素行不良、犯罪
- 缺乏同理心
- 具侵略性、認同暴力
- 性啟蒙過早
- 關於強制性行為的性幻想
- 偏好高風險性行為和非人道性行為
- 暴露於腥羶色的媒體中
- 仇恨女性
- 遵循傳統的性別角色規範
- 陽剛氣質過重
- 自我虐待
- 曾遇上性侵犯

而與這些風險相關的因素有：
- 充斥肢體暴力與衝突的家庭
- 童年時期在身體、性或情感上受過虐待
- 不支持情感發展的家庭環境
- 親子關係不睦，特別是與父親的關係
- 與對性方面有侵略性或陽剛氣質過重的人長期共處
- 和有性暴力與虐待傾向的人有親密關係

社會環境的因素則有：
- 窮困潦倒
- 缺乏就業機會
- 司法和執法系統功能不彰
- 社會對性暴力的態度寬容
- 對性暴力犯罪者的制裁過輕
- 性別比嚴重失衡

## 公共健康

### 治療
急診室會向受男性強姦的女性提供緊急避孕藥，因為大約有5%的強姦會導致懷孕。包括預防性傳染疾病的藥物，特別是衣原體感染、淋病、滴蟲性陰道炎、細菌性陰道病。並抽血檢查是否感染人類免疫缺乏病毒、B型肝炎、梅毒等各類性病，如果最後一次接種破傷風疫苗的時間超過五年，則需要再次接種。用苯二氮䓬類進行短期治療則有助於鎮靜和抗憂鬱。

### 預防
很少有人提出解決性暴力問題的方案，而關於這些方案的評估則更是寥寥無幾。這些方案在已開發國家的研擬和實行情況會因其干預措施而有不同，他們在相關辦法裡對性暴力採取的措施的不是眾所周知的。盡早干預並提供精神支持能夠降低或防止性暴力帶來的後續負面影響。
目前已發展出若干介入方式，現表列如下：
| 防止性暴力的倡議 | 防止性暴力的倡議                 | 防止性暴力的倡議     | 防止性暴力的倡議 |
| 個人做法         | 衛生保健                         | 社會協助             | 法律措施         |
| ---------------- | -------------------------------- | -------------------- | ---------------- |
| 精神支持         | 醫療法律服務                     | 預防工作             | 法律改革         |
| 對犯罪者的方案   | 培訓專業醫護士                   | 鼓勵男性參與社區活動 | 國際公約         |
| 促進發展的方法   | 預防人類免疫缺乏病毒的感染       | 學校教育             |                  |
|                  | 為性暴力受害者提供全面照顧的機構 |                      |                  |

還有一種方式可以預防性暴力，由於性暴力會直接或間接影響整個社會，因此讓社會了解鼓勵受害者和倡議者傳播預防性暴力的普遍意識的重要性有助於將責任分散給更廣泛的群眾。疾病控制與預防中心提出的報告《預防性暴力：開啟對話》建議的四個步驟如下：
1. 定義問題：收集有關受害者、犯罪者、發生地點和發生頻率的數據
2. 識別風險和保護因子：研究可能令人們面臨受害的風險因子
3. 制定與測試預防策略：與社區主管機關合作測試不同的性暴力預防措施
4. 確保普及：實施與推廣預防措施的觀念

## 研究的困难
對於性暴力的報導十分不足，現有的統計數據根本不能說明問題的實際狀況，可用的數據不僅少之又少、而且還很零散。例如警方的數據往往是不完整且有限的。另一方面、來自醫療和法律文件的記錄比較偏向於更殘暴的性虐待，而且因為性暴力而求診的人也相對較少。
缺乏報告的原因包括羞恥、尷尬、不被信任的恐懼，對犯罪者、對法律程序的畏懼，不相信警察能幫得上忙。由於過度的尷尬與畏懼他人的意見，男性更不願意將自己薄弱的陽剛氣概、無法抵禦性暴力的事實、以及遭受性暴力的具體情況告知他人。因此關於男性受到性暴力的資料更是特別有限。而兒童受到性虐待的個案也很少被報告，這方面的許多數據都是來自成年人回憶自己過去的經驗。兒童的案例沒有被揭發的原因之一是兒童沒有獨立的資源，他們通常需要來自雙親之一的幫助，而雙親可能會不願意相信自己的孩子，或者、雙親本身即是性暴力的施暴者。
關於性暴力的數據通常來自於警察、臨床記錄、非政府組織與學術研究，相較於性暴力問題在全世界的規模，這些來源記載的數據是冰山一角，在這之中、少部份是來自警方的案件記錄，而研究調查和非政府組織的成果則佔了比較高的比例。
在監測出性暴力的普遍性和一段時間內的趨勢後，對此作出一個徹底的定義是必要之事。此外，一致性的定義有助於處理統計性暴力時遇到的問題、並更準確地掌握性暴力的普遍程度。這也能讓研究人員以一致的標準來評估受害風險與防治因素，最後把相關數據應用至預防和介入工作上。

## 文化
儘管在各個文化裡有不同的定義，但性暴力普遍地存在於各種不同的文化裡。在一些文化中，男人和他的陽剛氣質是很受重視的，這些外界的觀感或實際的權力可能會讓他們認為施暴是自己的「權利」，倘若一個女人抵制性行為，男人可能會認為這是對自己男性地位的直接威脅，並促使性的控制與暴力發生，因為這會是解決這種危機的方式之一。根據報導、試圖抵制或逃避危機的受害者更有被犯罪者蹂躪的可能，從而給與犯罪者一種權力膨脹的感覺，例如發生在2012年12月新德里的一起輪姦案裡，加害者表示女性受害者的抵抗侮蔑了自己的男子氣概，使他進一步採取更殘暴的手段來控制受害者。
有一則理論認為將性暴力解釋為社會文化的產物是違反了生物學的架構，該理論認為性暴力是一種自然行為，是男性性衝動所造成的結果、也是生物本能所驅使的，並認為訴諸性暴力能夠顯著地提到成功繁衍後代的可能性。而社會文化理論考慮了性別權力的不對等、道德價值觀、男性中心主義以及對暴力的態度

### 女權主義觀點
女權主義學者和女權運動者對女性和男性所受到的性暴力提出獨特的貢獻，她們的理論認為，性暴力的根本原因在於整個社會結構是性別不平等的，男性占據主導地位、而女性淪為被剝削的弱者。女權主義者還認為，為了解決性暴力產生的後果、以及對受害者（部份倡議認為應稱倖存者）的不公平對待而設計的薄弱制度是社會對男人、女人和性別看法的直接反映。此外，女權主義批判導致了女性主義研究和性暴力心理學研究更加地接近。
1970年代的先驅將基於性別的性暴力和尋求權力與從屬權的概念聯繫起來，這樣的開創是具有影響力的。在這個脈絡下，強姦被評斷為是男性對女性所能使用的最嚴重恐嚇手段。同樣的、家庭暴力可以被視為強烈的父權統治與壓迫形式。
反色情女性主義的觀點也認為強姦和色情間是有相關的，在這個脈絡下、性暴力會使女性的身體受到污辱、貶低，施加暴力的色情產生了一種文化、而這個文化驗證了這種行為。
馬克思女性主義的理論點出了性暴力主題的另一面，從馬克思主義與女性主義的交會點可以看出，勞動和性別在剝削制度中扮演的角色是類似的，兩者都是由被剝削方所製造、並且都被強行地從它們身上被剝離。
一些女性主義者則注意到、不是所有的女性皆有類似的性暴力經歷或其後果，不同文化裡的女性有不同的生命經驗。例如在一些種族或民族的文化裡，可能會有其它重要的因素影響她們，而這證明了女權主義者或完全反種族主義者的方法是錯誤的。
正如國際女性組織的強姦任務小組所標明及倡議的，這也被女權主義組織所採納並列為應辦事項。
不过，一些女权主义者对系统性性暴力重新塑造为一种弱者的抵抗行为。并非所有女权主义者认为所有生命都是平等，而带有某些意識形態的人认为，性暴力是被剝削的弱者向世界展示“抵抗”的其中一种方式。

## 影響
性暴力是一個嚴重的公共衛生問題，它對受害者的身心健康會造成長短不一的負面影響。有證據表明，性暴力的男性受害者和女性受害者可能會面對類似的心理、行為及社會問題。Watts、Hossain和Zimmerman在2013年的報告中指出，有72.4%的受害者至少會去婦科求診一次，而求診者之中有52.2%是為了患慢性下腹痛，27.4%的求診者為了陰道異常出血，26.6%是為了不孕，25.3%為了生殖器上的瘡，22.5%為了腹部腫脹，18.7%是為了心理問題以及併發問題，例如酗酒。69.4%表現出明顯的心理困擾，15.8%曾企圖自殺。75.6%的求診者至少進行了一次的手術，4.8%的求診者在愛滋病檢測上呈陽性反應。在兒童性虐待的案例中，受害兒童可能會患上精神障礙、而且可能會延伸至他們成年後的階段，特別是在性虐待涉及了實際的性交時更顯著。虐待男童的案例則說明，大約五分之一的受虐兒童會在之後的生活中反過來騷擾兒童。兒童性虐待可能會導致受虐者在往後的生活中面臨學習困難和發展遲緩、回歸原本生活時出現障礙、負面的生活模式。
下表列出一些性暴力可能產生的後果：
| 因性暴力而導致的致命後果                                                |                                                                                 |                                                                                     |                                           |
| - 自殺 - 殺人 - 愛滋病相關                                              |                                                                                 |                                                                                     |                                           |
| 因性暴力而導致的非致命後果                                              |                                                                                 |                                                                                     |                                           |
| 身體上的後果                                                            | 身體上的後果                                                                    | 精神上的後果                                                                        | 精神上的後果                              |
| - 非預期懷孕 - 不孕 - 性功能障礙 - 慢性骨盆疼痛 - 性傳染病 - 暴食或厭食 | - 尿道感染 - 腸胃道疾病 - 婦科與懷孕併發症 - 偏頭痛及其他頻繁頭痛 - 疲勞 - 噁心 | - 強暴創傷症候群 - 創傷後壓力症候群 - 社交恐懼症 - 驚嚇 - 增加使用或濫用藥物 - 否認 | - 恐懼 - 混亂 - 焦慮 - 內疚 - 憂鬱 - 異化 |

除了上述的結果，在某些情況下的性暴力的受害者也可能被他們的家人或其他人排斥或羞辱。若社會觀念指控受害者為性暴力的罪魁禍首，則更會使受害者（特別是兒童）不願揭發性侵犯，導致更嚴重的心理影響。。社會的觀感會導致受害者認為自己挑起了性暴力，而這在兒童受害者上更為顯著。因此需要更多的輔導措施、以便改變社會對性暴力的態度，並且教育那些倖存者可以為了披露施暴者而努力。

## 各國法律規範
國際人道法（IHL）嚴格禁止在任何武裝衝突期間的性暴力，國際人權法（IHRL）和國際習慣法則嚴格禁止任何期間的性暴力。IHL讓女性得到了雙重保障，除了一般的（與男性同等的）保障以外，還有特別的保障，也就是IHL的保障。根據女性的額外需要而給予她們特別的保護，例如寡婦、傷病患、移民、流離失所者或被拘留者。
盧安達問題國際刑事法庭（ICTR）特設法庭和前南斯拉夫國際刑事法庭（ICTY）做出的突破性判例法將強姦和性暴力行為認定為種族滅絕與危害人類罪。ICTR在1998年9月2日將Jean-Paul Akayesu對種族滅絕和危害人類的罪行定為性暴力，這是防止及懲治滅絕種族罪公約通過後首次適用的案子。而第一起國家違反該公約的判例是ICTY在2007年2月26日判下，塞爾維亞在波士尼亞戰爭中對女性實施有系統的性暴力（強姦營），直接執行了種族滅絕的行為。國際刑事法院（ICC）的規約也明確將包括強姦在內的各種性暴力列入戰爭罪，並因此承認性暴力是違反IHL和日內瓦公約的罪行。
多不勝數的硬法和軟法文件都定出了保護性犯罪受害者的規則、標準和規範。包括1979年通過、1981年實行的消除對婦女一切形式歧視公約（CEDAW）；1993年決議的消除對婦女的暴力行為宣言；1994年的美洲防止，懲罰和根除對婦女暴力行為公約（Inter-American Convention on the Prevention, Punishment and Eradication of Violence Against Women）；2003年通過的非洲人權憲章與非洲女性人權議定書以及維也納宣言和行動綱領。聯合國安全理事會、聯合國經濟及社會理事會、聯合國人權委員會對女性的保護並不考慮戰爭或動亂時的特殊性質。聯合國秘書長的三份報告和聯合國安全理事會的五份報告是專門處理性暴力議題的。2009年的聯合國安全理事會第1888號決議特別設立了戰爭中性暴力問題秘書長特別代表辦事處（SRSG-SVC），辦事處列出六個優先事項和八個優先國家：波士尼亞與赫塞哥維納、中非共和國、哥倫比亞、象牙海岸、剛果民主共和國、賴比瑞亞、南蘇丹與蘇丹。另外也從事敘利亞和柬埔寨的相關事務。2014年歐洲地區國家推動簽署「伊斯坦堡公約(Istanbul Convention)」責成加入公約的會員國，必須立法對抗各國國內發生的家庭暴力、強迫成婚、盯梢及性暴力。但儘管有這麼多國際法嚴格禁止性暴力，世界各地的許多執法機構仍是績效不彰或形同虛設的。

## 延伸閱讀
- Wishart, G.D. (2003). "The Sexual Abuse of People with Learning Difficulties: Do We Need A Social Model Approach To Vulnerability?", Journal of Adult Protection, Volume 5 (Issue 3).
- Cohn, Carol.  1. publ. Cambridge, UK: Polity Press. 2010. ISBN 978-0-7456-4245-1.
- de Brouwer, Anne-Marie L. M. . Antwerpen [u.a.]: Intersentia. 2005. ISBN 90-5095-533-9.
- Eriksson, Maria. . Leiden: Martinus Nijhoff Publishers. 2011. ISBN 978-9004-20263-4.
- Kunz, Megan Bastick, Karin Grimm, Rahel. . Geneva: Geneva Centre for the Democratic Control of Armed Forces. 2007. ISBN 978-92-9222-059-4.
- United Nations High Commissioner for Refugees. . UNHCR. 2003.
- De Brouwer, Anne-Marie, Charlotte Ku, Renée Römkens and Larissa van den Herik (2013): Sexual Violence as an International Crime: Interdisciplinary Approaches. Cambridge: Intersentia.